# Mediocris
Mediocris is het tweede deel in de naam van wolkensoorten, die worden gebruikt als onderdeel van een internationaal systeem om wolken te classificeren naar eigenschap volgens de internationale wolkenclassificatie. Mediocris betekent middelmatig. Als afkorting heeft mediocris med. Er bestaat slechts 1 wolkensoort die mediocris als tweede deel van zijn naam heeft:
- Cumulus mediocris (Cu med)

Mediocriswolken zijn wolken met een middelmatige hoogte, waarbij de hoogte ongeveer gelijk is aan de lengte en ze enigszins omhoog groeien.